# 4914 Пардіна
4914 Пардіна (4914 Pardina) — астероїд головного поясу, відкритий 9 квітня 1969 року.
Тіссеранів параметр щодо Юпітера — 3,351.